# Torrentispora fibrosa
Torrentispora fibrosa är en svampart som beskrevs av K.D. Hyde, Wai H. Ho, E.B.G. Jones, K.M. Tsui & S.W. Wong 2000. Torrentispora fibrosa ingår i släktet Torrentispora och familjen Annulatascaceae.   Inga underarter finns listade i Catalogue of Life.